# Trachylepis dumasi
Trachylepis dumasi es una especie de escincomorfos de la familia Scincidae.

## Distribución geográfica yhábitat
Es endémica de Madagascar. Su rango altitudinal oscila entre 100 y 225 m s. n. m..